# 모함메드 압둘라 하산 모하메드
모함메드 압둘라 하산 모하메드(Mohammed Abdulla Hassan Mohamed, 1978년 12월 2일 ~ )는 아랍에미리트의 축구 심판 겸 국제 축구 연맹의 국제 심판이다.
2015년 AFC 아시안컵, 2015년 FIFA U-17 월드컵 등에서 활약하였다.